# 関口現
関口 現（せきぐち げん、1968年2月10日 - ）は、日本のCMディレクター、映画監督。埼玉県出身。東京大学文学部卒業。

## 人物
大学時代から映画研究会にて活動。1990年、電通プロックス（現：電通テック）に入社。以来CMディレクターとして活躍。国内でも数々の賞を受賞していたが、WOWOWの企業広告「走る女」で、カンヌ国際広告祭で銀賞を受賞し、海外での評価も高くなった。現在は独立し「ラインバック」を設立。今、最も人気のあるCMディレクターの一人。『SURVIVE STYLE5+』で長編映画の監督デビューを果たす。
阪神タイガースのファンであり、作中の小道具や固有名詞に「虎」や「タイガー」の入ったものを紛れ込ませるこだわりがある。自身の監督映画『サビ男サビ女』の「せびろやしき」では、登場人物の名前を阪神に所属した選手からとっている。

## CM
- アコム むじんくん
- JR東日本 やっぱ新幹線
- HOYA アイシティ「透明人間」篇
- サントリー BOSS
- 第一勧業銀行 LOTO6
- WOWOW 企業 「走る女」
- キリン FIRE
- NTTドコモ
- 富士通 FMV
- 森永製菓 ウイダーinゼリー (2004年 出演 木村拓哉)
- インテル 企業 「CACTUS」篇 （2005年）
- 明治製菓 ショパン第7番 「姪の逆襲」篇 （2005年）
- 東京ガス ガスパッチョシリーズ （2006年～2007年 出演 妻夫木聡）
- 濵田酒造 海童 「決闘」篇 （2006年）
- ライフ ライフカード 「a Xmas Night」篇・「フレッシュマン来たる」篇・「マドンナ」篇・「転機到来」篇・「フィッシング詐欺に気をつけて！！」篇・「スキミングに気をつけて！！」篇（2005年〜2007年 出演 オダギリジョー 古田新太 志賀廣太郎 忍成修吾 原金太郎 NOMA バナナマン 桜井幸子 セイン・カミュ 皆川猿時 本田博太郎 劇団ひとり)
- インテル 企業 「犬」篇 （2006年）
- インテル インテルCentrinoプロセッサ・テクノロジー 「出張」篇 （2008年）
- 明治製菓 XYLISH 「ねむ…」篇 （2008年 出演 木村拓哉）
- 大塚製薬 ポカリスエット 「いきなり果たし状/ラグビー」篇 （2008年）
- ハウス食品 六甲のおいしい水 「藤川・矢野登場」篇 （2008年 出演 藤川球児 矢野燿大）
- TOYOTAReBORNシリーズ （2011年）
- NTTドコモ 応援学割 (2011年 出演 染谷将太 新木優子 小島藤子 入江甚儀)
- マクドナルド マック、みっっけ。(2021年〜 出演 木村拓哉)
- タクシーアプリGO (2021年〜 出演 竹野内豊 前原 滉 石井杏奈)

## 映画
- SURVIVE STYLE5+(2004年　出演:浅野忠信、阿部寛、小泉今日子)
- サビ男サビ女『せびろやしき』(2011年　出演：小泉今日子、森下能幸、堀部圭亮、田中哲司)

## Short Films＆PMV
- Smap Short Films「BUS☆PANIC!!!」
- SUPERCAR 「BE」
- POLYSICS 「BLACK OUT FALL OUT」

## 主な受賞
- 第39回 ACC CMフェスティバル 演出賞
- 第47回カンヌ国際広告祭銀賞 WOWOW「走る女」
- 第9回釜山国際映画祭 PSB映画賞 『SURVIVE STYLE5+』